# Астахова Поліна Григорівна
Полі́на Григо́рівна Аста́хова (30 жовтня 1936, Дніпропетровськ — 5 серпня 2005, Київ) — українська гімнастка, багаторазова олімпійська чемпіонка. На Олімпійських іграх Астахова здобула 10 медалей: 5 золотих, дві срібні й три бронзові.

## Життєпис

Надгробок Поліни Астахової на Байковому кладовищі

Поліна зацікавилася спортивною гімнастикою у тринадцятирічному віці, побачивши змагання з цього виду спорту в Донецьку, куди напередодні переселилася її родина. Вона почала тренуватися в клубі «Шахтар» під керівництвом заслуженого тренера СРСР Володимира Олександровича Смирнова.
За виняткову грацію на Заході Астахову іменували руською берізкою. Італійські журналісти на олімпійському турнірі в Римі навіть називали її Мадонною. В проміжку між 1956 і 1966 роками вона виграла чимало міжнародних і внутрішніх змагань, особливо на різновисоких брусах. З 1955 по 1968 рік вона входила до складу збірної СРСР.
Вперше стартувавши на чемпіонаті Радянського Союзу в 1954 році, Астахова одразу ж пробилася в збірну. На Олімпіаді, що відбувалася того ж року, Поліна була наймолодшою в команді і стала олімпійською чемпіонкою в командному заліку. На римській Олімпіаді вона лідирувала, але втратила цілий бал після падіння з колоди, яка була сьомою з восьми дисциплін. Така невдача дуже розчарувала дівчину, і вона навіть більше не змагалася того року, хоча виграла золото в складі команди, срібло у вільних вправах і бронзу в абсолютному заліку.
В 1961 році вона поборола розчарування і виграла золото на брусах та у вільних вправах на чемпіонаті Європи. На токійській Олімпіаді 1964 року Астахова зробила внесок у перемогу в командному заліку, виграла бруси, стала другою у вільних вправах і третьою в абсолютному заліку.
Завершивши кар'єру гімнастки, Поліна Григорівна, починаючи з 1972 року працювала тренером збірної УРСР. У 2002 році Астахову включили до Міжнародної зали гімнастичної слави.
Останні роки життя жила в Києві, на проспекті Перемоги. Померла від серцевого нападу на 69-му році життя 5 серпня 2005 року. Похована на Байковому кладовищі (ділянка № 49б, 50°25′2.62″ пн. ш. 30°30′4.75″ сх. д. / 50.4173944° пн. ш. 30.5013194° сх. д.).